# Джорджиана Бірцою
Джорджиана Аліна Бірцою (рум. Georgiana Alina Birțoiu; нар. 22 липня 1989, Клуж-Напока, Румунія) — румунська футболістка, нападниця. Виступала за збірну Румунії.

## Життєпис
Вихованка клубу «Клужана», там же розпочинала дорослу кар'єру. У сезоні 2010/11 років виступала в чемпіонаті Кіпру за клуб «АЕ Коккініхоріон», де стала другою найкращою бомбардиркою турніру з 27 голами.
На початку 2011 року перейшла в клуб «Росіянка» (Красноармійськ). Дебютний матч у чемпіонаті Росії зіграла 19 квітня 2011 року проти «Мордовочки» і в цій же грі відзначилася своїм першим голом. Всього в 2011 році зіграла 17 матчів та відзначилася 9 голами у вищій лізі, а під час зимової перерви в сезоні 2011/12 років залишила команду. За підсумками сезону «Росіянка» стала чемпіоном Росії.
В середині 2010-их років виступала в Греції за «Амазонес Драмас». Чемпіонка Греції 2014 року, срібний призер 2015 року, бронзовий призер 2016 року. Брала участь в матчах попереднього раунду жіночої Ліги чемпіонів в 2014 році (3 матчі, 1 гол).
Виступала за молодіжну та національну збірні Румунії. У складі національної збірної в 2009—2012 роках зіграла 5 матчів у відбіркових турнірах чемпіонатів світу та Європи, у всіх виходила на заміни. Всього за даними УЄФА зіграла щонайменше 7 матчів за головну збірну.